# François de Pérusse des Cars
Pour les autres membres de la famille, voir Maison de Pérusse des Cars.
François de Pérusse, Ier comte d'Escars en mars 1528, mort en 1595, est un capitaine français du XVIe siècle. 

## Biographie
Fils aîné de Jacques de Pérusse, seigneur des Cars, de Juillac et de Ségur, conseiller et chambellan du roi, et de sa première épouse, Anne de Jourdain de l'Isle, il sert initialement la maison de Navarre, comme son père et son grand-père Geoffroy,. Catholique, il acquiert la terre de Ségur le 13 mars 1558 avec le soutien d'Antoine de Bourbon et devient son chambellan en 1560. Sa terre d'Escars est érigée en comté en mars 1561.
Il assure la charge de capitaine de cinquante hommes d'armes des ordonnances du roi du 15 septembre 1565 au 20 avril 1578. Il est nommé lieutenant général en Guyenne, puis gouverneur de Bordeaux le 26 avril 1565, et enfin conseiller au Conseil d'État et privé du 11 février 1570 au 20 avril 1578.
Il est fait chevalier de l'ordre de Saint-Michel en 1561[réf. nécessaire], puis de l'ordre du Saint-Esprit, lors de la première promotion, le 31 décembre 1578.
Il épouse, en 1546, en premières noces, Claude aussi appelée Claudine, fille de Claude de Bauffremont-Scey ; et en secondes, le 23 novembre 1579, Isabeau de Beauville, veuve de Blaise de Montluc (postérité des deux unions).
Il assiste, le 10 septembre 1595, au mariage d'Isabeau d'Escars et de Jean d'Amanzé et meurt cette année-là.

### Sources et bibliographie
- François-Alexandre de La Chenaye-Aubert, Dictionnaire de la noblesse, contenant les généalogies, l'histoire & la chronologie des familles nobles de la France, l'explication de leurs armes, & l'état des grandes terres du royaume ... On a joint ... le tableau généalogique, historique, des maisons souveraines de l'Europe, & une notice des familles étrangères, les plus anciennes, les plus nobles, & plus illustrés ..., 1773
- Michel Cassan, Le temps des guerres de religion: le cas du Limousin (vers 1530-vers 1630), 1996